# گیوسافات باربارو
جوزافا باربارو (Giosafat Barbaro) (همچنین Giosaphat یا Josaphat) (۱۴۱۳–۱۴۹۴) یک دیپلمات، تاجر، کاوشگر و نویسنده سفر از تبار ونیزی باربارو بود. او به طرز غیرمعمولی نسبت به همعصریان خود خوش-سفر بوده‌است. از ۱۴۷۴ مصادف با حکومت اوزون حسن در ایران بود و در ۱۴۷۸ همزمان با مرگ اوزون حسن آخرین سفیر ونیزی بود که ایران را ترک کرد. او از طرف جمهوری ونیز فرستاده شده بود تا با اتحاد با ایران، امپراتوری عثمانی را تحت فشار قرار دهند. ارتباط جمهوری ونیز از زمان اوزون حسن تا اوایل حکومت صفویه با ایران ادامه روابطی بود که ایلخانان با فرمانروایان مسیحی و بویژه جمهوری‌های ایتالیا داشته‌اند. منتها در این دوره ونیز بیش از دیگران با عثمانیان درگیر و طالب هم‌پیمانی با ایران بود. پیوندهای خانوادگی اوزون حسن با امپراتوری طرابوزان پای او را به سیاست جهانی باز کرد. باربارو مردی موشکاف و بصیر بود. او طی سفرهای اول خود به شرق با زبان‌های ترکی و پارسی آشنایی کافی یافت. سفرنامه باربارو، مطابق دو سفر او به شرق، به دو بخش تقسیم می‌شود. ولی تعیین زمان دقیق مسافرت او مشکل است. بخش اول سفرنامه او، شامل سفر وی به تانا، تلاش بی‌نتیجه او و همراهانش برای دست یافتن به گنج را بازگو می‌کند. بخش دوم این سفرنامه نیز دربارهٔ ایران است. قسمت اول سفرنامه باربارو شامل سفر وی به تانا، بیشتر به‌صورت اثری جغرافیایی نمایان است. اما قسمت دوم، شامل سفر باربارو به ایران، از جنبه تاریخی بیشتری برخوردار است. شیوه نگارش باربارو توصیفی است. او در شرح سفر، خواننده را با متن خود همراه می‌کند. به حدی که خواننده تصور می‌کند که با باربارو همسفر شده‌است. وی هرگاه که وارد شهر یا روستایی می‌شود، آنجا را با تمام ظرافت و دقت معرفی می‌کند. به‌عنوان نمونه در معرفی شهر ماردین، که آن را جزو قلمرو اوزون حسن می‌داند، راه ورودی، دروازه، دژ، ساکنین، پارچه‌ها و بیمارستان شهر را توصیف می‌کند. باربارو در عین سادگی بیان وقایع و حوادث تاریخی، اطلاعات ذی‌قیمتی به خواننده ارائه می‌دهد و رخدادهای تاریخی را به‌طرز آشکاری بیان می‌دارد. همانند شرحی که دربارهٔ پذیرایی شاه از خود آورده‌است.

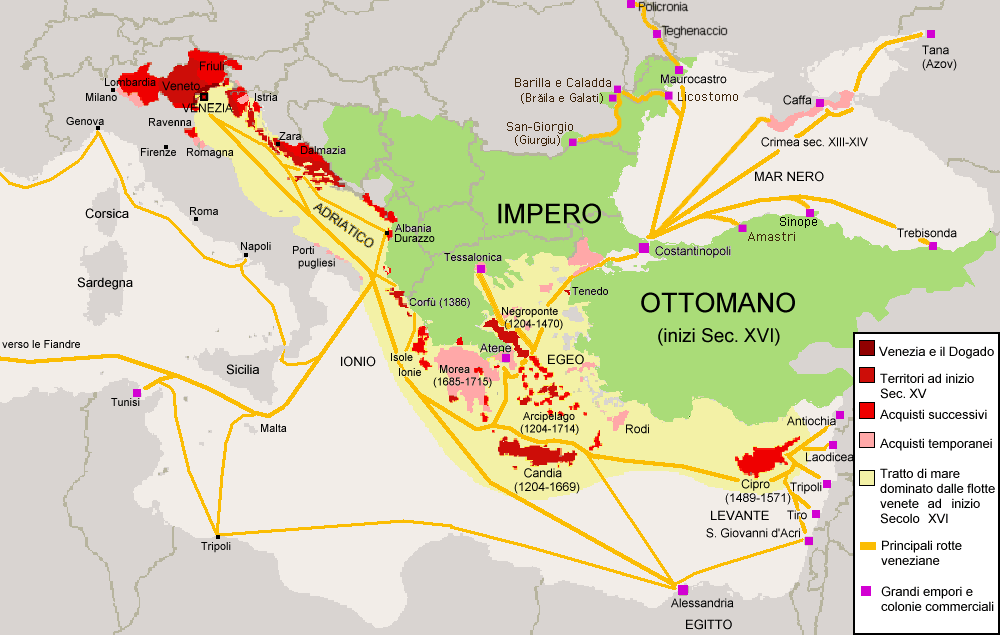
سرزمینهای امپراطوری ونیز با قرمز نشان داده شده‌اند

## خانواده
وی فرزند آنتونیو و فرانسشینا باربارو در کاخی در «کامپو دی سانتا ماریا فورموسا» بود. عضو سنای ونیز در ۱۴۳۱ میلادی شد. در ۱۴۳۴ با نونا دودو، دختر آرسنیو دودو ازدواج کرد. گیوسافات و نونا سه دختر و یک پسر به نام گیووانی آنتونیو داشتند.

## سفرهایش به تانا
باربارو از ۱۴۳۶ تا ۱۴۵۲ میلادی به عنوان تاجر به تانا در دریای آزوف مسافرت کرد. طی این زمان، اردوی زرین به دلیل رقابت‌های سیاسی در حال از هم پاشی بود.
در نوامبر ۱۴۳۷، باربارو در مورد تپه تدفین آخرین پادشاه الانان چیزهایی شنید، تپه‌ای که در حدود ۲۰ مایلی بالای رود دن از تانا قرار داشت. باربارو و شش مرد دیگر که ترکیبی از تاجران ونیزی و یهودی بودند، ۱۲۰ مرد را جهت حفاری کورگان استخدام کرد، با این آرزو که در آنجا گنجی پیدا کنند. هنگامی که مشخص شد وضعیت آب و هوایی وخیم است، در مارس ۱۴۳۸ میلادی بازگشتند در حالی که هیچ گنجی پیدا نکردند. باربارو به صورت تحلیلی و با دقت اطلاعاتی در مورد لایه‌های زمین، زغال‌سنگ، خاکستر، دانه‌ها و فلس ماهی‌هایی که محتوای برآمدگی را تشکیل می‌دادند را ثبت کرد. تحقیقات نوین نتیجه‌گیری کرده‌اند که این تپه، تپهٔ خاکسپاری نبوده‌است، بلکه تل زبالهای است که طی قرن‌ها استفاده بر روی هم انباشته شده‌اند. باقی‌مانده‌های حفاری باربارو در دهه ۱۹۲۰ میلادی توسط باستان‌شناس روسی «الکساندر الکساندروویچ میلر» یافت شد.
«هورد کبیر» در ۱۴۳۸ میلادی تحت هدایت «کوچوک محمد» به تانا پیشروی کرد. باربارو به عنوان مأمور مخفی به سوی تاتارها رفت تا آن‌ها را متقاعد کند تا به تانا حمله نکنند. بعداً باربارو بخشی از گروهی بود که از صد مهاجم چرکسی فرار کردند. باربارو از بسیاری از شهرهای کریمه شامل سولکاتی، سوداک، کمبالو و کافا دیدن کرد. باربارو همچنین به روسیه سفر کرد و در آنجا از کازان و نووگورود دیدن کرد «که پیش از آن تحت سلطه موسکویت‌ها درآمده بود» (che gia era venuta in potere de'Moscoviti).‏
جوزافو باربارو تمام سال‌های بین ۱۴۳۶ تا ۱۴۵۲ میلادی را در تارتاریا سپری نکرد. در ۱۴۴۶ میلادی او به عنوان عضوی از «شورای چهل» انتخاب شد. در ۱۴۴۸ میلادی او به عنوان پروودیتور مستعمرات تجاری مودون و کورونی در پلوپونز گماشته شد و تا زمان استعفایش بعد همان سال در این سمت خدمت نمود. از آنجا که بین ونیز و تانا در آن زمان تجارت عادی برقرار بود، به نظر می‌رسید که احتمال رفتن باربارو به تانا جهت تجارت و بازگشتش به ونیز در زمستان وجود داشته باشد. باربارو این سفرها را هنگامی که خانات کریمه حکومت تابع ترک عثمانی شد، متوقف نمود. باربارو در ۱۴۵۲ میلادی به ونیز بازگشت و سفر خود را از مسیر روسیه، لهستان و آلمان صورت داد. در ۱۴۵۵ میلادی باربارو دو مرد تاتار را که در ونیز پیدا کرده و دو ماه اسکان داده بود را آزاد کرد و به خانه‌شان در تانا فرستاد.

## حرفه سیاسی
گیوسافات باربارو در ۱۴۶۰ میلادی به عنوان عضو «شورای تانا» انتخاب شد، اما از این مقام صرف نظر کرد. در ۱۴۶۳ به عنوان پروودیتور از آلبانی گماشته شد. باربارو زمانی که آنجا بود با «لکی دوکاگجینی» و اسکندربیگ در مقابل ترک‌ها مبارزه کرد. بارباروی پروودیتور قوایش را با قوای «دوکاگجینی» و «نیکولو مونتا» وصل کرد تا سپاه ۱۳ هزار نفری تشکیل دهد. سپس این سپاه برای فرونشاندن «دومین محاصرهٔ کروجی» ارسال شد. بعد از مرگ اسکندربیگ، باربارو مجدداً به ونیز بازگشت. After Skanderbeg's death, Barbaro returned to Venice again.
گیوسافات باربارو در ۱۴۶۹، پروودیتور اشکودر در آلبانی شد. او فرمانده ۱۲۰۰ سواره نظامی بود که برای پشتیبانی «لکی دوکاگجینی» ازشان استفاده کرد. در ۱۴۷۲، باربارو به ونیز بازگشت، جایی که یکی از ۴۱ سناتوری بود که به عنوان انتخابگر انتخاب شد و «نیکولو ترون» را به عنوان داگ انتخاب کرد.

## درگیری ونیزی‌ها با ترکان عثمانی
در ۱۴۶۳ میلادی، سنای ونیز به دنبال اتحاد در مقابل ترکان بود. در این زمان او «لازارو کوئرینی» را به عنوان اولین سفیر خود به ایران فرستاد، اما قادر نبود تا ایران را برای حمله به ترکان متقاعد کند. حاکم ایران به نام اوزون حسن نیز فرستاده‌های خودش را به ونیز بازگرداند. بعد از سقوط تیرارشی نگروپونته در دست ترکان، ناپل، ایالات پاپی، پادشاهی قبرس و شوالیه‌های رودس توافق‌نامهی‌ای را جهت اتحاد در مقابل ترک‌ها امضاء کردند.
سفیر کوئرینی در ۱۴۷۱ میلادی به همراه سفیر اوزون حسن به نام مراد به ونیز بازگشت. سنای ونیز پس از این که دو نفر دیگر منصرف شدند، سفیر دیگری به نام «کاترینو زنو» را انتخاب کرد. زنو که خواهر زاده همسر اوزون حسن بود، قادر بود تا حسن را برای حمله به ترک‌ها متقاعد کند. حسن در ابتدا موفق بود، اما حملات مشابه همزمانی توسط هیچ‌کدام از قدرت‌های غربی صورت نگرفت و جنگ به سمت تقابل با ایران رفت.

## سفیر به ایران
در سال ۱۴۶۳، سنای ونیز که به دنبال متحد علیه ترکها بود، لازارو کویرینی را به عنوان اولین سفیر خود به ایران فرستاده بود، اما او نتوانست اوزون حسن را ترغیب به حمله به ترکها کند. اوزون حسن، در عوض فرستاده‌های خود را به ونیز فرستاد. پس از سقوط نگروپونته بدست عثمانی، ونیز، ناپل، ایالت‌های پاپ، پادشاهی قبرس و رودس توافق‌نامه اتحاد علیه ترکها امضا کردند.
در سال ۱۴۷۱، کویرینی بهمراه مراد سفیر اوزون حسن به ونیز بازگشت. سنای ونیز رای داد که سفیر دیگری را به ایران فرستند و کاترینو زنو را انتخاب کرد. زینو، که همسرش خواهرزاده دسپینا خاتون همسر اوزون حسن بود، توانست حسن را ترغیب کند تا به ترکها حمله کند. حسن در ابتدا موفق بود، اما هیچ حمله ای همزمان توسط هیچ‌یک از قدرت‌های غربی صورت نگرفت و جنگ به درگیری ایران و عثمانی تبدیل شد.
باربارو در ۱۴۷۲ به دلیل تجربیاتش در کریمه، مسکوی و تارتاریا به عنوان سفیر برای ایران انتخاب شد. همچنین او ترکی و کمی فارسی صحبت می‌کرد. ده مرد باربارو

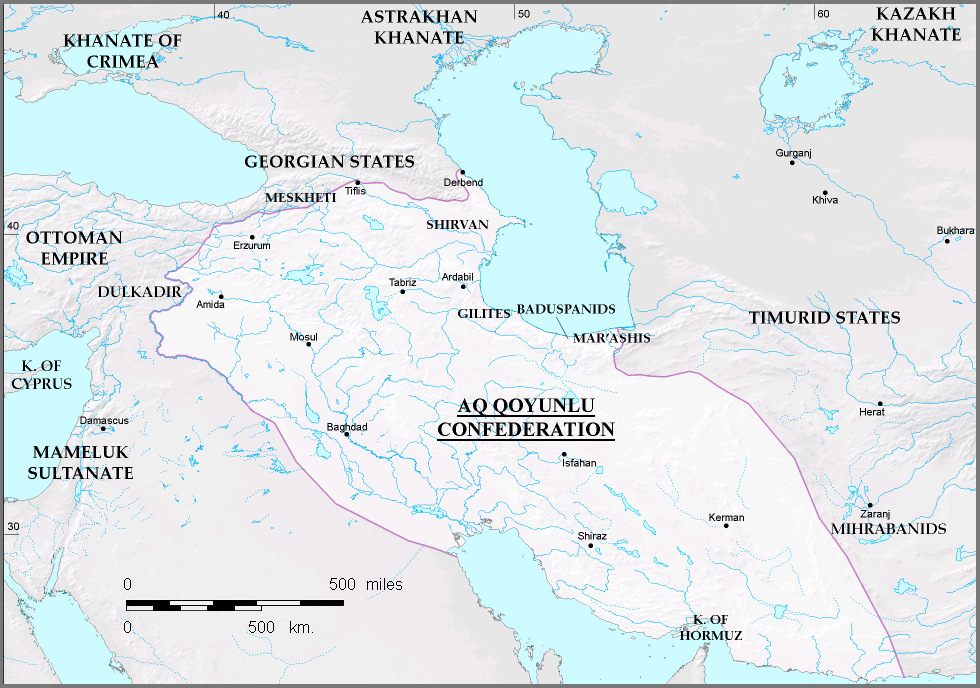
حوزه فرمانروایی آق قویونلو در ۱۴۷۴میلادی

را اسکورت کرده و ۱۸۰۰ مسکوکات طلا به صورت سالانه به او می‌دادند. دستورهای او شامل ترغیب دریاسالار «پیترو موسنیگو» جهت حمله به عثمانی‌ها و تلاش جهت ترتیب دادن همکاری دریایی با پادشاهی قبرس و شوالیه‌های رودس می‌شدند. همچنین او مسئول سه کشتی پارویی پر از توپ، مهمات و کارکنان نظامی بود که قرار بود به اوزون حسن کمک کنند.
در فوریه ۱۴۷۳ میلادی، باربارو و فرستاده فارسی، هاچی محمد ونیز را ترک کردند و به زادار سفر نمودند، جاییکه با نمایندگان ناپل و دربار ناپل ملاقات کردند. باربارو و سایرین از آنجا و از طریق کورفو، مودون، کورونی به رودس و سپس به قبرس سفر کردند و در آنجا یک سال تأخیر کردند.
موقعیت پادشاهی قبرس دور از سواحل آناتولی، نه تنها موقعیتی کلیدی برای تأمین اوزون حسن در ایران، بلکه برای متحدان ونیزی قرامانیان و اسکاندلور (آلانیای کنونی) نیز بود و ناوگان پیترو موسنیگو جهت دفاع از خطوط ارتباطیشان مورد استفاده قرار می‌گرد. پادشاه جیمز دوم قبرس تلاش کرده بود تا با قرامانیان و اسکاندلور و همچنین سلطان مصر در مقابل ترک‌ها متحد شود. همچنین پادشاه جیمز به سنای ونیز نوشت که نیاز به حمایت ایران در مقابل ترک‌ها دارد و ناوگانشان با دریاسالار موسنیگو در باز پس‌گیری برج‌های گورهیگوس و سلوکیه همکاری نموده‌اند.
امیر اسکاندرول در ۱۴۷۳ میلادی با وجود کمک‌های نظامی از سوی پادشاهی قبرس، به دست ترک‌ها افتاد. قدرت قرامانیا شکسته شد. جیمز دوم قبرس به‌طور خصوصی به گیوسافارت باربارو گفت که او احساس می‌کند که انگار بین دو گرگ گیر افتاد است، سلطان عثمانی و سلطان مصری. سلطان مصری ارباب جیمز بود که روابط دوستانه‌ای مه با ونیز نداشت.
جیمز دوم وارد مذاکرات با ترک‌ها شد. در ابتدا او امتناع داشت تا به کشتی‌های بادبانی ونیزی اجازه دهد تا مهمات خود را در بندر فاماگوستا تخلیه کنند. هنگامی که باربارو و سفیر ونیزی، نیکولو پاسکوالیگو تلاش کردند تا جیمز دوم را متقاعد کنند تا ذهنیتش را عوض کند، پادشاه تهدید کرد تا کشتی‌ها را نابود کرده و تمام افراد روی عرشه را بکشد.
پادشاه جیمز دوم قبرس در ژوئیه ۱۴۷۳ میلادی مرد و ملکه کاترین را به صورت بیوه باردار رها کرد. جیمز شورای هفت نفری را تشکیل داد که شامل آندریا کورناروی ونیزی، از بستگان ملکه و همچنین مارین ریزو و گیووانی فابریس که عوامل پادشاهی ناپل مخالف اثرات ونیزی بودند. ملکه کاترین پسری در اوت ۱۴۷۳ به دنیا آورد که همان جیمز دوم بود و دریاسالار پیترو موسنیگو و سایر مقامات ونیزی به عنوان پدران تعمیدی عمل کردند.
هنگامی که ناوگان ونیزی آنجا را ترک کردند، نیروهای طرفدار ناپل شورش کردند که منجر به مرگ عمو و عموزادهٔ ملکه شد. اسقف اعظم نیکوسیایی، ژوئان تافورز، کونت طرابلس، کونت جافا و مارینا ریزو فاماگوستا را اشغال کرده و ملکه و پادشاه تازه متولد شده را گرفتند.
باربارو و بایلو پاسکوالیگو توسط سربازان ونیزی که باربارو را همراهی می‌کردند محافظت می‌شدند. توطئه‌گران چندین تلاش جهت متقاعدسازی باربارو برای تسلیم رسته‌های سربازان انجام دادند. پاسبان قبرس عاملی را فرستاد، در حالی که کونت طرابلس، اسقف اعظم نیکوسیا و افسر اورشلیم ملاقات‌های شخصی انجام دادند. پس از مشاوره با بایلو پاسکوالیگو، آن‌ها تصمیم گرفتند تا افراد را خلع سلاح کنند، اما سلاح‌هایشان را نگه دارند. باربارو کاپیتان کشتی‌های پارویی ونیزی را در لنگرگاه خبر داد. همچنین باربارو به سنای ونیز فرستادگانی گسیل کرد و به آن‌ها در مورد وقایع هشدار داد. Barbaro also sent dispatches the Senate of Venice, warning them of events. بعداً باربارو و سواره‌نظام‌های ونیزی به یکی از کشتی‌های پارویی عقب‌نشینی کردند.
زمانی که دریاسالار موسنیگو به قبرس بازگشت، شورشیان در میان خودشان نزاع می‌کردند و مردم نیکوزیا و فاماگوستا در مقابلشان قیام کرده بودند. این قیام سرکوب شد، سردسته‌هایی که فرار نکرده بودند اعدام شده و قبرس مبدل به دولت متکی شد. سنای ونیز به سواره‌نظام و نیروهای نظامی که جوزافو باربارو را همراهی می‌کردند اجازه داد تا در قبرس بمانند.
در دسامبر ۱۴۷۳ میلادی، جوزافو باربارو هنوز در قبرس بود و سنای ونیز نامه‌ای فرستاد و به باربارو گفت که سفرش را تکمیل کرده و همچنین سفیر دیگری به نام «آمبروگیو کونتارینی» را به ایران فرستاد. باربارو و فرستاده ایرانیی در فوریه ۱۴۷۴ در لباس مبدل به عنوان زائران مسلمان قبرس را ترک گفتند. فرستادگان پاپی و ناپالی آن‌ها را همراهی نکردند. باربارو در قرامانیان پیاده شدند، جاییکه پادشاه به آن‌ها هشدار داد که ترک‌ها قلمروی که نیاز به سفر از میانش دارند را در دست دارند. همراهان باربارو پس از پیاده شدن در سلوکیه، از طرسوس، آدانا، اورفه، ماردین، حصن کیفا و تیگراناکرت سفر کردند.
در کوه‌های توروس کردستان، هیئت باربارو توسط راهزنان مورد حمله واقع شدند. او با اسب فرار کرد، اما زخمی شده و چندین عضو گروه شامل مشاور و سفیر ایرانیی کشته شده و کالاهایشان به یغما رفت. با نزدیک شدنشان به تبریز، باربارو و مفسرش توسط غز بعد از امتناع از تحویل دادن نامه به اوزون حسن مورد هجمه قرار گرفتند. باربارو و همراهان نجات یافته‌اش به دربار حسن در آوریل ۱۴۷۴ رسیدند.
گرچه که ملاقات باربارو با اوزون حسن خوب پیش رفت، او قادر نبود تا حاکم را متقاعد سازد تا مجدداً به عثمانی‌ها حمله کنند. به مدت کوتاهی پس از آن، پسر حسن به نام اگورلو محمد برای شورش به پا خاسته و شهر شیراز را گرفتند.
باربارو از خرابه‌های تخت جمشید که به اشتباه فکر می‌کرد دارای منشأ یهودی است بازدید کرد. همچنین او از تاوریس، سلدانیه، ایسف، کاشان، کومو، یزد، شیراز و بغداد بازدید کرد. جوزافک باربارو اولین اروپایی بود که از خرابه‌های پاسارگاد دیدن کرد، جایی‌که معتقد بود سنن محلی به غلط مقبره کوروش بزرگ را متعلق به مادر سلیمان شناسایی کرده‌اند.
سفیر ونیزی دیگر، آمبروسیو کونتارینی در اوت ۱۴۷۴ میلادی به ایران رسید. اوزون حسن تصمیم گرفت که کونتارینی با گزارشی به ونیز بازگردد، در حالی که جوزافو باربارو در ایران بماند.

## بازگشت به ونیز
باربارو آخرین سفیر ونیزی بود که از ایران پس از مرگ اوزون حسن در ۱۴۷۸ میلادی خارج شد. در این زمان تنها یکی از همراهان باربارو آنجا را ترک گفته بود. در حالی که پسران حسن با همدیگر سر تاج و تخت می‌جنگیدند، باربارو یکی از ارمنیان را استخدام کرد و از طریق ارزروم، حلب و بیرون فرار کرد. باربارو در ۱۴۷۹ به ونیز رسید و در آنجا از خود در مقابل شکایت‌هایی مبنی بر این که بیش از حد در قبرس و قبل از رفتن به ایران اقامت کرده‌است دفاع نمود. گزارش باربارو نه تنها شامل مسائل سیاسی و نظامی، بلکه از کشاورزی، تجارت و رسوم ایرانیی‌ها نیز صحبت کرده بود.
گیوسافات باربارو به عنوان کاپیتان روویگو و پروودیتور تمام پولساین از ۱۴۸۲ تا ۱۴۸۵ میلادی خدمت کرد. همچنین او یکی از مشاوران داگ آگوستینو بارباریگو بود. او در ۱۴۹۴ فوت کرد و در کلیسای سن برانسسکو دلا ویگنا دفن شد.

## آثار
باربارو در ۱۴۸۴ میلادی گزارشی از سفرهایش نوشت. در این آثار، او ذکر می‌کند که با نیکول دی‌کونتی و جان دی‌ماندویل آشنایی دارد.
گزارش باربارو از سفرش با عنوان «Viaggi fatti da Vinetia, alla Tana, in Persia» اولین بار از ۱۵۴۳ تا ۱۵۴۵ توسط پسرهای الدوس منوتیوس منتشر شدند. این اثر شامل آثار ۱۵۵۹ از «باپتیستا راموسیو» با عناوین «گردایه سفرها» و «سفر به تانایس، ایران، هند و قسطنطنیه» است. محقق و درباری ویلیام توماس این اثر را به انگلیسی برای ادوارد ششم جوان تحت عنوان «سفرهایی به تانا و ایران» ترجمه کرد که همچنین شامل گزارش باربارو از سفیر همکارش به ایران، آمبروسیو کونتارینی نیز بود. این اثر در ۱۸۷۳ میلادی در لندن توسط انجمن هکلوت بازنشر شد و یک نسخه روسی زبان آن در ۱۸۷۱ میلادی منتشر شد. در ۱۵۸۳ میلادی، گزارش باربارو توسط فیلیپو گیونتی در «Volume Delle Navigationi Et Viaggi» همراه با گزارش‌های مارکوپولو و گیراگوس گنجه‌ای از سفرهایشان به هتوم یکم، شاه ارمنستان منتشر شدند. در ۱۶۰۱ میلادی، گزارش‌های باربارو و کونتارینی در اثر گیترو بیزاری با عنوان «Rerum Persicarum Historia» همراه با گزارش‌های بوناکورسیوس، جیکوب فون هرولدسبرگ، گیووانی توماسکو مینادوی و هنریکوس پورسیوس در فرانکفورت منتشر شد. در ۲۰۰۵ میلادی، گزارش باربارو به زبان ترکی و با عنوان «Anadolu'ya ve İran'a seyahat» منتشر شد.
گزارش باربارو اطلاعات بیشتری را نسبت به کونتارینی در رابطه با ایران و منابع آن ارائه نمود. او مهارت‌هایی را در مشاهده مکان‌های ناشناخته و گزارش در رابطه با آن‌ها از خود نشان داد. بسیاری از اطلاعات باربارو در مورد اردوی زرین، ایران و گرجستان در سایر منابع یافت نشده‌اند.
سفر جوزافو باربارو به سنای ونیز با انریکو کورنت ترکیب شده و اثری با عنوان «Lettere al Senato Veneto» در ۱۸۵۲ میلادی در وین منتشر شد. همچنین باربارو سفرهایش را در نامه‌ای در سال ۱۴۹۱ میلادی به اسقف پادوا، پیترو باروکسی مورد بحث قرار داد.

## در فرهنگ عامه
او یکی از شخصیت‌های تاریخی است که در رمان دوروثی دونت با عنوان «Caprice and Rondo» در سلسله رمان‌هایی با عنوان «خانه نیکولو» ظاهر گشت. در بازی «تمدن ۵»، او یکی از تاجران بزرگ ونیز است.

## ارجاعات
1. 1 2 3 4  A new general biographical dictionary, Volume 3, Hugh James Rose, Henry John Rose, 1857, pg. 137 ISBN 978-0-333-76094-9
2. ↑  A. M. Piemontese, "'Barbaro, Giosafat". Encyclopædia Iranica, Vol. III, Fasc. 7, p. 758.
3. 1 2  Una famiglia veneziana nella storia: i Barbaro, Michela Marangoni, Manlio Pastore Stocchi, Istituto Veneto di Scienze, Lettere ed Arti, 1996, pg. 120, ISBN 978-88-86166-34-8
4. 1 2 3 4 5 6 7  Biographie universelle, ancienne et moderne, J Fr Michaud; Louis Gabriel Michaud, Paris, Michaud, 1811-28. , pg. 327
5. ↑  Mehmed the Conqueror & His Time, Franz Babinger, Trans. Ralph Manheim, Princeton University Press; 1992, p.322 شابک ‎۹۷۸−۰−۶۹۱−۰۱۰۷۸−۶
6. ↑  «سفرنامه جوزافا باربارو».
7. 1 2 3  Die persische Karte : venezianisch-persische Beziehungen um 1500 ; Reiseberichte venezianischer Persienreisender, Otto H. Storz, Berlin, 2009, p.39 ISBN 978-3-643-10073-3
8. 1 2 3 4 5  Studi biografici e bibliografici sulla storia della geografia in Italia, Roma, Società geografica italiana; 1882, pg. 140
9. 1 2 3 4  Black Sea, Neal Ascherson, New York, Hill and Wang, 1996, pg. 128, ISBN 978-0-8090-3043-9
10. 1 2 3  Venice & antiquity: the Venetian sense of the past, Patricia Fortini Brown, New Haven, Conn. ; London: Yale University Press, 1996, pg. 152, ISBN 978-0-300-06700-2
11. ↑  Venice & antiquity: the Venetian sense of the past, Patricia Fortini Brown, New Haven, Conn. ; London: Yale University Press, 1996, pg. 153, ISBN 978-0-300-06700-2
12. 1 2  Black Sea, Neal Ascherson, New York, Hill and Wang, 1996, pg. 129, ISBN 978-0-8090-3043-9
13. ↑  History of the Mongols: from the 9th to the 19th century, Sir Henry Hoyle Howorth, Boston, Mass. : Elibron Classics, 2003, pg. 295
14. 1 2 3 4 5 6  Mehmed the Conqueror & His Time, Franz Babinger, Trans. Ralph Manheim, Princeton University Press; 1992, p.319 ISBN 978-0-691-01078-6
15. ↑  History of the Mongols: from the 9th to the 19th century, Sir Henry Hoyle Howorth, Boston, Mass. : Elibron Classics, 2003, pg. 298
16. 1 2  Studi biografici e bibliografici sulla storia della geografia in Italia, Roma, Società geografica italiana; 1882, pg. 110
17. ↑  Die persische Karte : venezianisch-persische Beziehungen um 1500 ; Reiseberichte venezianischer Persienreisender, Otto H. Storz, Berlin, 2009, p.40 ISBN 978-3-643-10073-3
18. 1 2 3  Die persische Karte : venezianisch-persische Beziehungen um 1500 ; Reiseberichte venezianischer Persienreisender, Otto H. Storz, Berlin, 2009, p.41 ISBN 978-3-643-10073-3
19. 1 2 3 4  Studi biografici e bibliografici sulla storia della geografia in Italia, Roma, Società geografica italiana; 1882, pg. 141
20. ↑  A General History and Collection of Voyages and Travels, Robert Kerr, 2007, pg. 624
21. ↑  History of the Mongols: from the 9th to the 19th century, Sir Henry Hoyle Howorth, Boston, Mass. : Elibron Classics, 2003, pg. 300
22. 1 2 3 4 5  Die persische Karte : venezianisch-persische Beziehungen um 1500 ; Reiseberichte venezianischer Persienreisender, Otto H. Storz, Berlin, 2009, p.44 ISBN 978-3-643-10073-3
23. ↑  “Turcica, Volume 31”, Université de Strasbourg, 1999, pg. 268
24. ↑  Studi biografici e bibliografici sulla storia della geografia in Italia, Roma, Società geografica italiana; 1882, pg.144
25. 1 2  Enciclopedia storico-nobiliare italiana, Volume 7, Vittorio Spreti, Arnaldo Forni, 1981, pg. 276
26. ↑  Le istorie albanesi, Volume 1, Francesco Tajani, Salerno, Fratelli Jovane, 1886. , pg. 120
27. ↑  Mehmed the Conqueror & His Time, Franz Babinger, Trans. Ralph Manheim, Princeton University Press; 1992, p.261 ISBN 978-0-691-01078-6
28. 1 2 3  Mehmed the Conqueror & His Time, Franz Babinger, Trans. Ralph Manheim, Princeton University Press; 1992, p.305 ISBN 978-0-691-01078-6
29. 1 2 3 4  The Cambridge history of Iran, William Bayne Fisher, Peter Jackson, Laurence Lockhart, New York: Cambridge University Press, 1986, p.377 ISBN 978-0-521-20094-3
30. ↑  Una famiglia veneziana nella storia: i Barbaro, Michela Marangoni, Manlio Pastore Stocchi, Istituto Veneto di Scienze, Lettere ed Arti, 1996, pg. 124, ISBN 978-88-86166-34-8
31. ↑  Mehmed the Conqueror & His Time, Franz Babinger, Trans. Ralph Manheim, Princeton University Press; 1992, p.306 ISBN 978-0-691-01078-6
32. ↑  The Cambridge history of Iran, William Bayne Fisher, Peter Jackson, Laurence Lockhart, New York: Cambridge University Press, 1986, p.377 شابک ‎۹۷۸−۰−۵۲۱−۲۰۰۹۴−۳
33. 1 2 3  Historical account of discoveries and travels in Asia, Hugh Murray, Edinburgh, A. Constable and Co; 1820. , p.10
34. 1 2  The Cambridge history of Iran, William Bayne Fisher, Peter Jackson, Laurence Lockhart, New York: Cambridge University Press, 1986, p.378 ISBN 978-0-521-20094-3
35. 1 2 3  He Kypros kai hoi Staurophories, Nikos Kureas; International Conference Cyprus and the Crusades (1994, Leukosia), pg. 161
36. 1 2 3  A history of Cyprus, Volume 3, Sir George Francis Hill, Cambridge University Press, 1952, pg. 623
37. 1 2  A history of Cyprus, Volume 3, Sir George Francis Hill, Cambridge University Press, 1952, pg. 624
38. 1 2 3  A history of Cyprus, Volume 3, Sir George Francis Hill, Cambridge University Press, 1952, pg. 626
39. ↑  Venetian studies, Horatio Forbes Brown, London, K. Paul, Trench & Co, 1887, p.310
40. ↑  Venetian studies, Horatio Forbes Brown, London, K. Paul, Trench & Co, 1887, p.311
41. 1 2 3  Venetian studies, Horatio Forbes Brown, London, K. Paul, Trench & Co, 1887, p.312
42. 1 2  Venetian studies, Horatio Forbes Brown, London, K. Paul, Trench & Co, 1887, p.377
43. ↑  A history of Cyprus, Volume 3, Sir George Francis Hill, Cambridge University Press, 1952, pg. 674
44. 1 2  Venetian studies, Horatio Forbes Brown, London, K. Paul, Trench & Co, 1887, p.313
45. ↑  A history of Cyprus, Volume 3, Sir George Francis Hill, Cambridge University Press, 1952, pg. 682
46. ↑  A history of Cyprus, Volume 3, Sir George Francis Hill, Cambridge University Press, 1952, p. 662
47. 1 2  Mehmed the Conqueror & His Time, Franz Babinger, Trans. Ralph Manheim, Princeton University Press; 1992, p.321 ISBN 978-0-691-01078-6
48. 1 2 3  Studi biografici e bibliografici sulla storia della geografia in Italia, Rome, Società geografica italiana; 1882, pg.142
49. 1 2 3  Mehmed the Conqueror & His Time, Franz Babinger, Trans. Ralph Manheim, Princeton University Press; 1992, p.326 ISBN 978-0-691-01078-6
50. ↑  Studi biografici e bibliografici sulla storia della geografia in Italia, Roma, Società geografica italiana; 1882, pg. 120
51. 1 2  Historical account of discoveries and travels in Asia, Hugh Murray, Edinburgh, A. Constable and Co; 1820. , p.12
52. 1 2  E.J. Brill's first encyclopaedia of Islam, M. Th. Houtsma, New York, 1993. , pg. 1067 ISBN 978-90-04-09796-4
53. 1 2  Historical account of discoveries and travels in Asia, Hugh Murray, Edinburgh, A. Constable and Co; 1820. , p.15
54. 1 2 3  Venice & antiquity: the Venetian sense of the past, Patricia Fortini Brown, New Haven, Conn. ; London: Yale University Press, 1996, pg. 156, ISBN 978-0-300-06700-2
55. ↑  Encyclopedia Americana, Volume 21, New York, Americana Corp; 1965, pg.321
56. ↑  Historical account of discoveries and travels in Asia, Hugh Murray, Edinburgh, A. Constable and Co; 1820. , p.19
57. 1 2  Mehmed the Conqueror & His Time, Franz Babinger, Trans. Ralph Manheim, Princeton University Press; 1992, p.322 ISBN 978-0-691-01078-6
58. ↑  Una famiglia veneziana nella storia: i Barbaro, Michela Marangoni, Manlio Pastore Stocchi, Istituto Veneto di Scienze, Lettere ed Arti, 1996, pg. 128, ISBN 978-88-86166-34-8
59. ↑  Historical account of discoveries and travels in Asia, Hugh Murray, Edinburgh, A. Constable and Co; 1820. , p.16
60. 1 2  Studi biografici e bibliografici sulla storia della geografia in Italia, Roma, Societá geografica italiana; 1882, pg.143
61. ↑  Dei rettori veneziani in Rovigo: illustrazione storica con documenti, Giovanni Durazzo, Venezia, Tip. del Commercio, 1865, pg. 16
62. 1 2  Die persische Karte : venezianisch-persische Beziehungen um 1500 ; Reiseberichte venezianischer Persienreisender, Otto H. Storz, Berlin, 2009, p.45 ISBN 978-3-643-10073-3
63. 1 2  Studi biografici e bibliografici sulla storia della geografia in Italia, Roma, Societá geografica italiana; 1882, pg.144
64. ↑  Barbaro, Giosafat, Viaggi fatti da Vinetia, alla Tana, in Persia, in India, et in Costantinopoli, … [Journeys made from Venice to Tanais, to Persia, to India, and to Constantinople, ...], (Venice (Vinegia), (Italy): Aldus Manutius, 1545). [in Italian]
65. ↑  Universal Pronouncing Dictionary of Biography and Mythology. Vol. I., pg.262, Thomas Joseph, Philadelphia, PA, USA: J. B. Lippincott and Co. , 1870
66. ↑  Filippo Bertotti, "'Contarini, Ambrogio". Encyclopædia Iranica, Vol. VI, Fasc. 2, p. 220.
67. ↑  Barbaro, G. , Stanley of Alderley, H. Edward John Stanley. , Contarini, A. (1873). Travels to Tana and Persia. London: Printed for the Hakluyt Society.
68. ↑  Worldcat. OCLC 217119736.
69. ↑  Worldcat. OCLC 236220401.
70. ↑  Worldcat. OCLC 312110049.
71. ↑  Worldcat. OCLC 255858576.
72. ↑  Worldcat. OCLC 62732381.
73. ↑  "Worldcat". Retrieved 2010-04-14.